# Parque nacional Alpino
El Parque nacional Alpino (The Alpine National Park) es un parque nacional de Australia, en el estado de Victoria, situado en al nordeste de Melbourne. Cubre la mayor parte de las cumbres de la Gran Cordillera Divisoria en Victoria, la parte más grande del dominio esquiable del Estado, los bosques y las llanuras subalpinas de la meseta de Bogong y el punto culminante de Victoria, el Monte Bogong.
El parque es víctima de graves incendios cada vez con más frecuencia. Los grandes incendios del diciembre de 2006 a enero de 2007 y el de principios de 2003 destruyeron más de 10 000 km², los incendios más graves en Australia desde los incendios de Viernes Negro de 1939.
Un hecho inhabitual para un parque nacional australiano, un cierto número de cabezas de ganado es autorizado a pastar en la meseta del parque durante los meses de verano. En mayo de 2005, el gobierno del Estado de Victoria anunció planes para prohibir esta práctica pero el gobierno federal hizo valer la práctica antigua del pastoreo en estas regiones para hacer caso omiso de la decisión de Victoria.
El parque limita al este y nordeste es por lugar con la frontera de Nueva Gales del Sur mientras que por el otro lado limita con el parque nacional Kosciuszko.
El parque se divide en 4 sectores:
- Wonnangatta-Moroka
- Bogong
- Tingaringy-Cobberas
- Dartmouth

## Ocio
El parque es muy popular en el verano para hacer senderismo, ciclismo de montaña, caza, conducción en todoterreno y la pesca. Los reclamos turísticos principales son el clima fresco alpino y el impresionante paisaje creado por los picos más altos de Victoria. El sendero más largo es el Australian Alps Walking Track, aunque hay muchos más cortos donde se puede disfrutar de bonitos paisajes. En invierno, se puede practicar esquí en el parque. Existen dos estaciones de esquí en el interior del parque, Mount Hotham y Falls Creeky los aficionados al esquí de fondo suelen acudir a la meseta de Bohong y el Monte Bohong.